# Emmauszi vacsora (Caravaggio-kép)
Az Emmauszi vacsora Caravaggio festménye, amely a londoni National Gallery gyűjteményének része.

## Keletkezése
A festmény egy bibliai történet alapján készült, amely így olvasható Lukács evangéliumában: Jézus két tanítványa elindult Emmauszba. Az úton a feltámadott Jézus közeledett feléjük, de nem ismerték fel. Együtt mentek tovább, majd a tanítványok invitálták, vacsorázzon velük. Jézus elfogadta a meghívást, majd az asztalnál kezébe vette a kenyeret, megáldotta, megtörte s odanyújtotta nekik. Ekkor megnyílt a szemük s felismerték.
Caravaggio ezt a pillanatot, a felismerés momentumát festette meg. A tanítványok mozdulatai, arckifejezése megdöbbenésüket mutatja: velük egy asztalnál ült Jézus, és mégsem ismerték fel. Egyikük éppen felugrani készül hátralökött székéből, a másik pedig hitetlenkedve tárja szét karjait, a Jézus mellett álló alak a házigazda. Jellemző Caravaggio stílusára, hogy a tanítványokat egyszerű dolgozó emberként ábrázolja, szakállasak, ruhájuk szakadt, míg Jézus hamvas arcú, csigás hajó, vörös tunikás fiatalemberként jelenik meg.
A művész kompozíciója gondosan szerkesztett, az alakok elhelyezkedése, különösen az egyik tanítvány rövidülésben ábrázolt, kinyújtott karjai, Jézusra irányítják a szemlélő figyelmét. Caravaggio a fény és árnyék kontrasztjával mélyíti el a pillanat drámaiságát. A kép bal oldaláról erős fény vetül Jézusra, megvilágítva arcát és a balján ülő tanítványt.
A képet 1601-ben Ciriaco Mattei itáliai nemes, korának kiemelkedő műgyűjtője rendelte meg, azután, hogy Caravaggio híressé vált első nagyobb vallásos témája munkájának bemutatása után. A Mátyás apostolt ábrázoló képét a római San Luigi dei Francesi templom számára készítette. Mattei és fivére, Asdrubale a festő támogatói és védelmezői lettek, és két év alatt három képet rendeltek tőle. Az Emanuszi vacsorán kívül a Krisztus őrizetbe vételét és a Keresztelő Szent Jánost. Az Emmauszi vacsora hamar gazdát cserélt, és átkerült Scipione Borghese bíboros gyűjteményébe, és családja tulajdonában maradt a 19. század elejéig.